# تلمبة جليل مشيري دو (جهاد أباد كرمان)
تلمبة جلیل مشیري دو (بالإنجليزية: Tolombeh-ye Jalil Mashiri-ye Do)‏ هي منطقة سكنية تقع في إيران في البلدة المركزية. يقدر عدد سكانها بـ 18 نسمة .